# Bivouac du Dolent-La Maye
Das Bivouac du Dolent-La Maye, auch Dolent-La Maye-Biwak, ist eine Schutzhütte des Schweizer Alpen-Clubs Sektion La Gruyère in den Walliser Alpen im Kanton Wallis in der Schweiz.

## Lage und Betrieb
Das Biwak steht auf dem Ostgrat des Dreiländerberges Mont Dolent auf 2667 m ü. M., auf halber Höhe zwischen dem Dorf La Fouly im Val Ferret (Schweiz). Es wird von der Sektion La Gruyère des Schweizer Alpen-Clubs betrieben und ist nicht bewartet.

## Geschichte
Das orangefarbene Biwak wurde 1973 auf einem kleinen Moränenhügel neben dem Gletscher errichtet und ist auf einem Sockel verankert. Die Inneneinrichtung ist einfach, funktional mit etwas Geschirr, aber ohne feste Kochgelegenheit.

## Zustieg
- Von La Fouly über Sur la Li (Normalroute) in 3 Stunden, 1080 Höhenmeter, Schwierigkeitsgrad T3.